# Сушанское сельское поселение
Сушанское сельское поселение — муниципальное образование в Боровичском муниципальном районе Новгородской области.
Административный центр — деревня Коегоща, расположена к в 0,5 км северу от Боровичей.

## География
Территория сельского поселения граничит граничит:
- на севере − с Волокским сельским поселением Боровичского муниципального района;
- на востоке − с Прогресским сельским поселением Боровичского муниципального района;
- на юго-востоке − с Боровичским городским поселением;
- на юге − с Сушиловским сельским поселением Боровичского муниципального района;
- на западе − с Котовским сельским поселением Окуловского муниципального района.

По территории сельского поселения протекает река Мста.

## История
Сушанское сельское поселение было образовано в соответствии с законом Новгородской области от 11 ноября 2005 года № 559-ОЗ.

## Население
| 2010  | 2012  | 2013  | 2014  | 2015  | 2016  | 2017  |
| ----- | ----- | ----- | ----- | ----- | ----- | ----- |
| 2201  | ↘2168 | ↘2114 | ↘2048 | ↗2054 | ↘2036 | ↗2050 |
| 2021  |       |       |       |       |       |       |
| ↗2186 |       |       |       |       |       |       |

## Состав сельского поселения
| №  | Населённый пункт | Тип                             | Население |
| -- | ---------------- | ------------------------------- | --------- |
| 1  | Бутырки          | деревня                         | 14        |
| 2  | Волгино          | посёлок                         | 509       |
| 3  | Гверстянка       | местечко                        | 184       |
| 4  | Заречная         | деревня                         | 408       |
| 5  | Коегоща          | деревня, административный центр | 242       |
| 6  | Козлово          | деревня                         | 5         |
| 7  | Коремера         | деревня                         | 11        |
| 8  | Коршево          | деревня                         | 10        |
| 9  | Мазихина Горка   | деревня                         | 12        |
| 10 | Нальцы           | деревня                         | 76        |
| 11 | Низино           | деревня                         | 14        |
| 12 | Первое Мая       | посёлок                         | 97        |
| 13 | Плёсо            | деревня                         | 207       |
| 14 | Пристань         | деревня                         | 57        |
| 15 | Селино           | местечко                        | 40        |
| 16 | Сушани           | деревня                         | 155       |
| 17 | Черёмошье        | деревня                         | 9         |
| 18 | Чернаручье       | деревня                         | 8         |
| 19 | Четвёрткино      | деревня                         | 18        |
| 20 | Шахтёрский       | посёлок                         | 125       |

## Экономика
На территории сельского поселения расположены два предприятия федеральной собственности (ФГУ «Боровичский лесхоз» и почтовое отделение связи); 16 частных предприятий (лесоперерабатывающие, сельскохозяйственные, торговые, предприятия различных форм собственности такие как: ООО « Родина», ООО «Огнеупорснабсервис», ООО « Триф»,  ИП Гурьянова О.В., ИП Никонова З.В.,ООО « Максигран», ООО « Мста-М».

## Образование и культура
На территории расположены муниципальные учреждения в том числе: Муниципальное автономное общеобразовательное учреждение "Средняя общеобразовательная школа п. Волгино; Муниципальное бюджетное дошкольное образовательное учреждение "Детский сад п. Волгино"  ( филиал детского сада расположен в  д. Заречная) ; Волгинский сельский  дом культуры, МБУК филиал библиотеки в д. Коегоща, два ФАПА( фельдшерско- акушерских) пункта, и пр.

## Достопримечательности
- старинная Усадьба графа Неклюдова, затем Вахтера.

## Ссылка
- Сушанское сельское поселение\\Администрация Боровичского муниципального района